# Bartosz Kapustka
Bartosz Kapustka (Tarnów, Polònia, 23 de desembre de 1996) és un futbolista internacional polonès. Juga d'extrem i el seu equip actual és el Legia Varsòvia de l'Ekstraklasa de Polònia.

## Internacional
Va debutar amb la selecció de futbol de Polònia el 7 de setembre de 2015 en un partit contra Gibraltar que va finalitzar amb un resultat de 8-1 a favor del conjunt polonès en la classificació per l'Eurocopa 2016.

### Gols internacionals
| # | Data                   | Estadi                             | Oponent   | Gol | Resultat | Competició                        |
| - | ---------------------- | ---------------------------------- | --------- | --- | -------- | --------------------------------- |
| 1 | 7 de setembre de 2015  | Estadi Nacional, Varsòvia, Polònia | Gibraltar | 8–0 | 8-1      | Classificació per l'Eurocopa 2016 |
| 2 | 13 de novembre de 2015 | Estadi Nacional, Varsòvia, Polònia | Islàndia  | 2–1 | 4-2      | Amistós                           |

## Clubs
| Club            | País    | Any    |
| --------------- | ------- | ------ |
| Cracovia Kraków | Polònia | 2012 - |

### Estadístiques
Actualitzat l'11 de juny de 2016.
| Club            | Temporada | Divisió     | Lliga   | Lliga | Copa    | Copa | Europa  | Europa | Total   | Total |
| Club            | Temporada | Divisió     | Partits | Gols  | Partits | Gols | Partits | Gols   | Partits | Gols  |
| --------------- | --------- | ----------- | ------- | ----- | ------- | ---- | ------- | ------ | ------- | ----- |
| Cracovia Kraków | 2012/13   | Ekstraklasa | 0       | 0     | 0       | 0    | –       | –      | 0       | 0     |
| Cracovia Kraków | 2013/14   | Ekstraklasa | 2       | 0     | 0       | 0    | –       | –      | 2       | 0     |
| Cracovia Kraków | 2014/15   | Ekstraklasa | 23      | 2     | 3       | 1    | –       | –      | 26      | 3     |
| Cracovia Kraków | 2015/16   | Ekstraklasa | 33      | 4     | 2       | 1    | –       | –      | 35      | 5     |
| Total           | Total     | Total       | 58      | 6     | 5       | 2    | 0       | 0      | 63      | 8     |